# 문형산
문형산(文衡山)은 대한민국 경기도 성남시와 경기도 광주시 사이에 있는 높이 496.7m의 산이다. 경기도 성남시 분당구와 광주시의 경계로 산세를 이루고 있다. 해발고도 496.7m로 그리 높지 않은 산이다.
산줄기의 서쪽으로 새나리고개가 위치하며 이 고개의 북쪽으로는 고든골고개, 갈마치고개를 지나 같은 광주산맥에 속하는 검단산과 남한산맥으로 분류되는 남한산과 청량산의 남한산성 성역(城域)으로 이어지며, 남쪽으로는 일명 '맹산'이라 부르면서 큰 매지봉, 작은 매지봉으로 나뉘어 부르는 영장산(靈長山)으로 이어져서 새마을고개와 태현을 지나 불곡산으로 넘어간다.
문형산의 동쪽으로는 두리봉(해발고도 277.3m)이 위치하고 있으며 봉정상에서 바라보면 팔당호로 연계되는 경안천 유역이 분지같은 산세를 이루고 있다.
문형산은 광주시 문형동쪽으로 조금 치우쳐 있는 산이다.

## 개요
현재의 문형산은 옛 넓은 고을 광주의 지형이 잘 나타나 있는 광여도(廣輿圖) 여지도(輿地圖) 조선지도(朝鮮地圖) 지승(地乘) 팔도군현지도(八道郡縣地圖) 해동지도(海東地圖)를 참고해 본래 문현산(門縣山)으로 한성 고을에 들어서는 관문 역할을 하는 산이라 하였으며 실제 군사요충지인 남한산성등으로 이어지는 산맥이 동남권의 관문 역할을 한것을 입증하고있으며 옛 사회과 지도에는 문형산맥으로 통칭해 표기되어 있다.
예전의 광주지역인 성남시 분당구 율동공원 내에 문정공(文靖公) 한계희(韓繼禧, 1423~1482)의 묘소에 그의 삼남 한사신(韓士信)이 삼년상을 치르고 내려와 살게되었다.
그의 아들 16世 도정공 한석(韓碩)과 17世 청연공 한지원(韓智源) 18世 도곡공 한술(韓述) 19世 한명욱(韓明勗)과 그의 적장손 20世 한상(韓商)이 이주변 지역에 대대로 세거하였다.
참고로 종원 누군가의 개입으로 한사신이 삼년상 치르고 이 지역에 세거한 것을 한사개로 위조해 놓았다.
17世 청연공 한지원은 예문관 대제학 홍문관 대제학에 증직되었고
18世 도곡공 한술은 홍문관 대제학을 지내며 그 후손 되치미 한씨들이 대대로 세거하며 서울문턱 문현산이 대제학 별칭인 문형을 따서 문형산으로 부르게 되었으며 진해촌(眞海村)을 문형리라 부르게 되었다.
적장손 27世 한영달(韓永達)은 제적등본상 한억성(韓億成) 아호는 의성(意成) 응달(應達)로 대한제국 과도기 민국임정 건국위 국부중 한 분으로 기록되어 있으며
일본 외무성 기록 중 일본 관동군 참모부가 1919년에 중국 주재 일본 외무대신 내전 강재에게 보낸 문건을 비교 분석하여 민국 임정 국부분들은 1800년대 출생한 것을 1900년대 출생한으로 위조하고 이북 출신으로 위조한 것이 확인되었다.
그 이전 대한 매일 신보 1908년7월9일자 기사내용을 참고하면 청연공 한지원 집안 하세(下世) 묘역이 있는 용인시 정몽주 묘역 마을은 왕산리 능동풍진 능골  능원 우면동 능내골 능라골 등으로 불리워 졌으며 밀정 행위 이후 판관공 후손으로 갔다 붙인 친일파 한경원은 한반도 주둔 일본군 사령부 밀정으로 한영달 및 연일 정씨 연안 이씨    집안 지휘부 휘하에 있었던 대한제국 군들이 한영달 고향에 주둔해 있는 것을 밀정 한경원이 일본군에게 밀고하였다.
대한제국 군대는 북쪽에서 남쪽으로 밀려난것으로 보여집니다.
기사에 따르면 경기 광주 지역이 밀정 지역 중 한 곳으로 밀정 대가로 친일파 한경원은 1907년 10월 11일 일본군 사령부로부터 밀정 대가로 그 당시 일본 돈 115엔(원)을 지급 받았다.
밀고로 대한제국 군과 일본군 사이에 총 과 화포를 동원한 교전이 있었으며 동장(촌장)은 일본군 소총에 맞아 사살됐으며 의병(대한 군을 의병으로 폄하 시키고 소탕 이후 친일파들이 의병 독립군으로 신분세탁합니다)은 퇴각하였다는 기사입니다.
그 후 살아남은 남녀노소는 일본 군에 의해 이천까지 끌려갔다가 풀어 주었다고 기술하고 있다. 
이때 한영달의 아들 삼 형제는 10대였으며 겨우 목숨을 부지하신 것으로 보여집니다.
기사 내용에는 교전 이후 그 지역은 소탕되고 아무도 살지 않았다고 기록되어 있어 이후에 친일파들이 분당 오포 모현면등 한영달의 집안 재산을 찬탈 한것이 확인됩니다.
이들은 이후 되치미 종중 족보 수단을 삭제하고 1차로 문보를 만들어 족보에 수단할 위조족보 수단을 만들게 되며 이를 근거로 2차로 만가보를 만들게 됩니다.
이후 친일파에 의해 1909년 민적령 발효로 위조된 만가보 족보를 근거로 성씨 등록 과 1912년 찬탈한 토지를 이를 근거로 본인 소유로 등기를 내게 됩니다.
이후 친일파들은 3차 족보를 1920년 경신보를 발간하며 이시기 대가 끊긴 곳 과 또는 없는 형제를 만들고 기존 찬탈한 재산을 각 종파를 만들어 나눠가집니다.
추가로 불법으로 붙일 곳이 없으면 계속 윗대에 대가 끊긴 곳을 찾아 상세(上世)로 붙이고 종파를 나누어 가졌기에 1700년 1809년대 족보 또한 한말에 허위로 만들어 놓게 됩니다.
그후 용인 정몽주 묘역 안골 과 성남 율동공원 서근베미등은 친일파들이
찬탈하고 족보를 위조하여 청연공 후손등으로 신분을 세탁하게 되며
한영달의 아들 셋은 어린 나이에 쫓겨나 하천부지 모래밭 일구어 살은 곳이 경기도 광주시 오포읍 문형리 광주말 되치미 그 건너 용인말 되치미 이다.
율동 공원 뒷산 이름이 응달 평산인 것은 한영달의 이름에서 유래되었다.
이곳 성남시 분당구 율동공원 내에 1900년대 이후 조성된 묘역은 대부분 친일파들이
찬탈해 친일파 묘역이 조성되어 있으며 용인시 정몽주 묘역 안골 과 우명동을 포괄하는 능원 일대는 식민지시기 찬탈당한 뼈아픈 역사 교육의 장소이기도 하다.
위 집안의 역사를 지우기 위해 식민지시기 광주군 모현면을 용인시로 분리시켰으며
이러한 행정 기록은 은폐되어 시 홈페이지 연혁 내용에서 삭제되었다.
19世 한명욱의 묘역 봉분은 品자 형태로 조성되어 있으며
비문 뒷면 묘갈(글)을 식민지시기 위조하여
동래정씨 정상의 의 따님이신 두번째 처(妻,간음하다 의 뜻으로 본 부인 다음 둘째 아내)동래정씨가 1636년에 청나라에 잡혀가시어 그해 52세에 졸(卒)하신것을
충주 박량 의 따님이시자 82세에 졸(卒)하신 첫째 부인 고령 박씨와 바꿔치기하였다.
이들 친일파 후손들은 부친 과 조부들의 만행을 악습하여 먼저 작고하시어
品자 묘중 맨 상단에 모셔진 동래정씨를 은폐하기 위해 사초작업을 빌미로
동래 정씨 봉분을 바꿔치기하고 크게 만들어 명욱의 묘로 위조해 훼손하여 놓았다.
위조한 묘비석 뒷면 내용에 동래정씨가 맨 상단에 자리하고 있다고 새겨져있으며
비석 전면에 좌측에(보는 방향에서 우측) 두번째 처(妻) 동래정씨가 첫번째로 쓰여있어 먼저 작고하시어 상단에 묻히신게 확인됩니다.
또한
장묘 풍속에는 실록을 근거로 역장풍속이 없기에 이에 대한 근거가 되며
의병장 조경남이 쓴 속잡록에 1636년 병자호란중에 서평부원군 한준겸의 집으로
피신하였다가 여러 대신들의 부인 처 처첩이 살해되었거나 잡혀간 사람 다시 살아돌아 온 사람까지 기록하고 있다.
속잡록에 한명욱의 처가 청나라 군사에게 붙잡혔다고 기록하고있어 희생된것이 중복으로 확인됩니다.
위의 청연공파 묘역이 식민지시기 찬탈당한것이 확인됩니다.
위의 내용은 용인시 문화원 자료 성남시 문화원 자료 경기 광주시 문화원 자료 일본 관동군 참모부 문건을 참조하였다.
또한
한영달의 증손으로 광주 성남지역 토박이 이자 현재 청주 한씨 문경공 총무 청주한씨 중앙종친회 겸임 이사 및 제전위 감사이사 청주 한씨 문정공파 총무이사 청주한씨 대제학 되치미 종중회 회장 청한 예학회 총무 대한글씨어원연구회 회장으로 활동중인 30世 한택영이 연구한 청연공파 족보수단 연구사 와 한학자인 그의 부친 수돌로 부터
전해들은 집안의 구전을 기초로 쓰여졌다.
친일파들의 조상이라 주장하는 가공인물 20世 韓亢(높을항 대체할항)은 애초에 沆(넓을항)쓰는 양절공 한확 후손인 다른 사람을 갔다 붙인것이 확인됩니다.
또한 비문에 맏아들 상으로 명시되어 있으며 뒷면에 묘갈을 1920년 전후에 새겨넣어 항을 추가해 끼워넣고 할머니 두분을 바꿔치기해 묘비를 위조하였습니다.
즉 1905~1908년 되치미 한씨 집안은 일본군 전투 이후 선산 및 토지를 찬탈 당한것이 확인됩니다
묘역은 당대 유림들로부터 최고의 문사로서 추앙받고 호당(湖堂)에 뽑힌 청연공 한지원(韓智源, 1514~1561) 등을 포함한 3대에 걸친 묘역으로 조성되었다. 묘의 양식에는 부분적 차이가 있으나 조선시대 전형적인 묘제 양식을 보여준다.

## 산행코스 정보
경기 성남시 중원구 중동 주택가 인근 야산에는 주민들에게 잘 알려지지 않은 산책로가 있다. 시내 번화가인 중앙로에서 조금 벗어나 걷다보면 약 2km 거리의 작은 오솔길이 나온다. 연인과 걷기에 좋다.
분당신도시에서 태재고개를 넘어 10여분 가다보면 경기광주군 오포면에 소재한 문형산 산책로가 가볼만 하다. 문형산 정상은 해발 496.7m로 비교적 낮아 가족단위 나들이에 적합하다.
계곡을 따라난 산책로를 오르면 단풍과 낙엽이 가을의 정취를 자아낸다.
오포면 문형리 중간말 산책로 입구에서 1시간 30분정도 걸으면 산정상에 오를 수 있다. 분당 서현동에서 경기도 광주행 버스를 타고 오포면 문형리 중간말에 내리면 된다.

## 같이 보기
- 한국의 산
- 불곡산 (성남시/광주시)
- 남한산
- 영장산
- 탄천